# Кривокапич, Ранко
Ранко Кривокапич (черног. Ранко Кривокапић; род. 17 августа 1961, Котор) — черногорский политический и государственный деятель. Почётный президент Социал-демократической партии Черногории с 29 июня 2019 года. В прошлом — министр иностранных дел Черногории (2022—2023), спикер Парламента Черногории (2006—2016), президент Социал-демократической партии Черногории (до 2019), председатель Парламентской ассамблеи ОБСЕ (2013—2014).

## Биография
Ранко Кривокапич имеет степень магистра юридических наук, магистерскую диссертацию защитил на Юридическом (Правном) факультете Белградского университета по специальности «Международные отношения». Начал заниматься политикой в конце 1980-х. С 1989 года шесть раз избирался в Скупщину Черногории. В 1990 г. избран членом президиума Реформистских сил Черногории. Основатель и многолетний председатель Черногорской Социал-Демократической партии, 29 июня 2019 года ушёл в отставку и получил должность почётного председателя. Женат, имеет двоих детей.

### Председатель Скупщины Черногории (1-й срок)
С 2003 по 2006 год был председателем парламента Черногории в составе Сербии и Черногории. После референдума о державно-правовом статусе Черногории и победе на выборах коалиции «За европейскую Черногорию», В октябре 2006 года избран председателем Конституционной Скупщины Черногорской Республики. Вторично на этот пост избран 22 октября 2007 года, а в третий раз — 6 мая 2009-го. С 3 июня 2006 года — спикер Скупщины Черногории. 20 октября 2008 года Ранко Кривокапич, в интервью газете «Вијести», сделал официальное заявление: 
Референдума по Косово не будет! Черногорские власти не согласятся на проведение референдума о признании независимости Косово. В мире нет случаев, чтобы кто-то из-за внешней политики и дел другого государства требовал проведения референдума в своей стране, - как этого сейчас требуют оппозиционные партии в Черногории!.. Ныне черногорские власти принятием решения о признании Косово разрушили миф о жертве черногорцев за других, когда эти «другие» думают о том, как у вас отнять государство.
 Комментируя заявления митрополита Амфилохия о том, что нынешнее решение Косовского вопроса в долгосрочном плане не принесет мира на Балканы, — Кривокапич заявил: 
С таким митрополитом СПЦ остаётся главной угрозой демократической Сербии и окружающему её миру!

### Председатель Парламентской ассамблеи ОБСЕ
3 июля 2013 года Кривокапич был избран председателем Парламентской ассамблеи ОБСЕ.
16 сентября 2013 года, в ходе трехдневного визита в Грузию, Кривокапич провёл встречу с президентом Михаилом Саакашвили. Стороны рассмотрели резолюции, которые были приняты Парламентской ассамблеей ОБСЕ в отношении Грузии. В том числе — документы, которые:
- поддерживают территориальную целостность Грузии,
- признают факт оккупации Российской Федерацией 20 % территории Грузии,
- признают необходимость возвращения на родину беженцев (мингрелов и грузин Абхазии, сванов Кодорской Сванетии, грузин Шида-Картли).

Сторонами также была рассмотрена последняя резолюция — документ, который был принят на саммите ПА ОБСЕ в Стамбуле, где отмечается, что:
- в Грузии проводится выборочное правосудие,
- бывший глава МВД и премьер-министр страны преследуется по политическим соображениям действующим правительством.

Далее Ранко Кривокапич провёл встречи с председателем грузинского парламента Давидом Усупашвили, депутатами Парламента Грузии; 17 сентября — с премьер-министром Грузии Бидзиной Иванишвили. Относительно предстоявших 27 октября президентских выборов в Грузии Кривокапич сказал: 
Президентские выборы могут стать для Грузии новым прорывом и прогрессом в демократии!

21 января 2014 года Ранко Кривокапич официально заявил: 
Наши страхи относительно Украины подтвердились!.. Я был расстроен, узнав о насилии в Украине. Мои мысли сейчас вместе с представителями митингов и милиционерами, которые были ранены. Мои коллеги из Парламентской ассамблеи и я боялись, что давления на гражданские свободы в Украине может продолжиться, в том числе и на право граждан на собрания и свободу слова. И это давление приведёт только к эскалации текущего конфликта и заведет страну в тупик - и, кажется, что наши страхи подтвердились. Я призываю обе стороны сохранять спокойствие и проявлять сдержанность.

1 апреля 2014 года состоялась встреча и. о. Президента Украины, Председателя Верховной Рады Украины Александра Турчинова с Председателем ПА ОБСЕ Р. Кривокапичем. В ходе встречи стороны обсудили текущую ситуацию на Украине. Турчинов сделал следующее заявление: 
Не имея никаких оснований, Российская Федерация оккупировала часть территории Украины!.. Агрессия Российской Федерации - это не только вызов для нашей страны. Это также вызов для мировой системы коллективной безопасности. Это доказывает, что Российская Федерация поставила под сомнение систему мировой коллективной безопасности!.. Украина готова решать вопрос Крыма дипломатическим путём, но Россия фактически срывает этот процесс.
 Кривокапич подчеркнул, что ОБСЕ поддерживает территориальную целостность и суверенитет Украины: 
Мы это декларировали много раз, но это только начало, и нам нужно еще очень много сделать для Украины. ОБСЕ делает все, чтобы стимулировать диалог для решения проблемы в Крыму мирным путём.

3 мая 2014 года Ранко Кривокапич заявил журналистам, что не видит решения кризиса на Украине без участия России: 
Завтра я буду в Киеве. Но мой первый визит — это визит в Москву. И я считаю, что это нормальный порядок при такого рода кризисах, как на Украине. Выход из этого кризиса нельзя найти без Российской Федерации. Россия должна стать частью конечного решения выхода из этого кризиса.

10 мая 2014 года Кривокапич выразил обеспокоенность по поводу кровавых событий в Мариуполе. Он же в заявлении ПА ОБСЕ жестко раскритиковал запланированные на 11 мая «сепаратистские референдумы» в Донбассе (т. н. «референдумы по самоуправлению»): 
Идея о том, что свободное и справедливое голосование может состояться на этих так называемых референдумах, абсурдна. Эти референдумы полностью нелегитимны в глазах международного сообщества. Кроме того, проходят они в атмосфере страха, насилия и беззакония, что удержит многих от посещения избирательных участков... Я призываю власти, существующие de facto в Донецкой и Луганской областях, отменить эти издевательства над голосованием. Все в Украине должны вместо этого сосредоточиться на том, чтобы их голоса были услышаны 25 мая, когда страна будет избирать нового президента!
28 июня 2014 года Президент Азербайджана Ильхам Алиев принял делегацию во главе с Председателем ПА ОБСЕ Ранко Кривокапичем. В ходе встречи было отмечено огромное значение проведения в Баку 23-й ежегодной сессии ПА ОБСЕ. Ильхам Алиев и Ранко Кривокапич выразили надежду на проведение в ходе сессий плодотворных дискуссий. Во время беседы, помимо этого, было отмечено успешное развитие двусторонних отношений между Азербайджаном и Черногорией в политической, экономической и других сферах, а также значимость межпарламентских связей с точки зрения укрепления сотрудничества двух стран.
2 июля 2014 года на 23-й сессии Парламентской ассамблеи ОБСЕ Кривокапичу не удалось переизбраться председателем этой организации: за него отдали голоса 96 депутатов, а за финского политика Илкку Канерва, избранного новым председателем ПА ОБСЕ, — 111.

### Председатель Скупщины Черногории (2-й срок)
28 марта 2015 года председатель Скупщины Черногории Ранко Кривокапич сказал: 
Для Черногории футбольная победа над Россией имеет большое политическое значение. Победа над Россией – выше, чем спорт! Мы боролись не только за Чёрную Гору, Отчизну Нашу, но и за НАТО! Храбрые Соколы отомстили за Украину и НАТО!

### Министр иностранных дел Черногории
28 апреля 2022 года назначен министром иностранных дел Черногории в правительстве Дритана Абазовича.
Министр иностранных дел Черногории Кривокапич торжественно открыл памятную плиту узников концлагеря Моринь (на территории Черногории), В своей речи он упомянул «Великосербскую агрессию против Хорватии».